# Thor Hiorth Schøyen
Thor Hiorth Schøyen, född 1 maj 1885 i Aker vid Kristiania, död 6 juni 1961 i Oslo, var en norsk entomolog. Han var 1908–13 intendent vid Kristiania universitets zoologiska museum och var 1913–55 statsentomolog som efterträdare till sin far.

## Biografi
Schøyen var son till entomologen Wilhelm Schøyen. Han blev tidigt intresserad av natur och insekter och studerade zoologi vid Universitetet i Oslo. Han beskrevs som "... en tystlåten man, nådig och hjälpsam, utan fördomar. Han hade olika intressen och var en gentleman under hela sin resa."
Schøyen undervisade vid Norges lantbrukshögskola från 1910 till 1950. Han var också en central figur i norska entomologiska sällskapet och fick 1956 kungens förtjänstmedalj i guld som ett erkännande av sitt arbete.

## Karriär och vetenskapligt arbete
Schøyen blev den första intendenten för Oslo zoologiska museum 1908. Han var med och flyttade insektssamlingen till den nya byggnaden i Tøyen. Han visade också upp en del av samlingen.
Efter att ha följt i sin fars fotspår tillträdde Schøyen 1913 som Norges statsentomolog. Under de första åren inkluderades också mykologi i denna position, men 1919 skapades en separat position för en statlig mykolog, upptagen av Ivar Jørstad. Schøyen arbetade på ett kontor utan assistenter, och han svarade årligen på hundratals förfrågningar om skadedjur och svampsjukdomar. Han gjorde också många affärsresor i Norge. Det var inte förrän 1939 som han fick en forskningsassistent. 
Schøyen blev chef för den zoologiska avdelningen vid det norska växtskyddskontoret 1942 och administrativ chef för hela institutet 1955. Efter andra världskriget var han involverad i övervakningen av spridningen av Coloradoskalbaggen. Allt som allt tjänstgjorde han som statsentomolog under 42 år och arbetade som sådan särskilt med frågor relaterade till skadedjur.
Schøyen hade en central position i Norska Entomologiska Sällskapet. Han blev medlem i föreningen 1905, ett år efter att den grundades och var direktör för föreningen från 1921 till 1932. Han var också redaktör för Norsk Entomologisk Tidsskrift (numera Norges tidskrift) från 1933 till 1952.

## Utmärkelser och hedersbetygelser
- Norska kungens förtjänstmedalj i guld,  1956[3]

[Redigera Wikidata]
År 1935 utsågs Schøyen till medlem i Finlands entomologiska förening i Helsingfors. Han utnämndes till hedersmedlem i Norska Trädgårdsföreningen 1958.